# 364 هـ
364 هـ هي سنة في التقويم الهجري امتدت مقابلةً في التقويم الميلادي بين سنتي 974 و975.

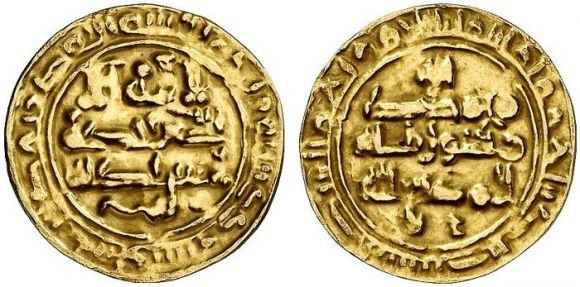
دينار المُطيع. والذي صُك في عهد فضل المطيع لله

## مواليد
- الماوردي
- عبد الملك المظفر بالله
- هشام المعتد بالله

## وفيات
- أبو سعيد السيرافي
- فضل المطيع لله
- يحيى بن عدي
- المطيع لله
- ابن السني